# Alice Springs Tennis International
L'Alice Springs Tennis International è un torneo professionistico di tennis giocato su campi in cemento. Fa parte dell'ITF Men's Circuit e dell'ITF Women's Circuit. Si gioca annualmente a Alice Springs in Australia.

## Albo d'oro

### Singolare maschile
| Anno | Campione        | Finalista         | Punteggio   |
| ---- | --------------- | ----------------- | ----------- |
| 2010 | Colin Ebelthite | John Millman      | 7–5, 7–6(2) |
| 2011 | Michael Look    | Benjamin Mitchell | 6–4, 6–4    |
| 2012 | Matthew Barton  | Samuel Groth      | 7–6(3), 6–3 |
| 2013 | Jordan Thompson | Yuichi Ito        | 6–4, 6–1    |

### Doppio maschile
| Anno | Campioni                     | Finalisti                       | Punteggio        |
| ---- | ---------------------------- | ------------------------------- | ---------------- |
| 2010 | Colin Ebelthite Adam Feeney  | Dane Propoggia Matt Reid        | 6–4, 6–4         |
| 2011 | Brydan Klein James Lemke     | Gao Peng Gao Wan                | 6–1, 6–1         |
| 2012 | Adam Feeney Nick Lindahl     | Samuel Groth Michael Venus      | 4–6, 6–2, [10–8] |
| 2013 | Alex Bolt Andrew Whittington | Adam Feeney Gavin Van Peperzeel | 6–3, 6–3         |

### Singolare femminile
| Anno | Campionessa     | Finalista        | Punteggio |
| ---- | --------------- | ---------------- | --------- |
| 2011 | Olivia Rogowska | Isabella Holland | 7–5, 7–5  |

### Doppio femminile
| Anno | Campionesse                          | Finaliste                       | Punteggio        |
| ---- | ------------------------------------ | ------------------------------- | ---------------- |
| 2011 | Maria Fernanda Alves Samantha Murray | Brooke Rischbieth Storm Sanders | 3–6, 7–5, [10–3] |